# Tipula (Eumicrotipula) pictipennis
Tipula (Eumicrotipula) pictipennis is een tweevleugelige uit de familie langpootmuggen (Tipulidae). De soort komt voor in het Neotropisch gebied.